# Marino Marini (piosenkarz)
Marino Marini (ur. 11 maja 1924 w Seggiano, zm. 20 marca 1997 w Mediolanie) – włoski piosenkarz i kompozytor.

## Życiorys
Ukończył Konserwatorium w Bolonii na kierunku skrzypce. Zdobył także dyplom z elektrotechniki. Do czasu powołania do służby wojskowej uczył muzyki. W 1947 został dyrektorem artystycznym Metropolitan music-hall w Neapolu. W 1949 odwiedził Stany Zjednoczone (popłynął tam polskim statkiem „Sobieski”, na którym pracował jako muzyk), gdzie poznał muzyków jazzowych: Dizzy Gillespiego, Stana Kentona i Charliego Venturę. Po powrocie zaczął tworzyć muzykę do filmów oraz grał w kabaretach w Rzymie i w Neapolu (La Conchiglia).
W 1954 ogłosił nabór młodych muzyków do swojego pierwszego zespołu. Rok później nagrał pierwszą płytę dla włoskiej wytwórni Durium, a w 1956 wystąpił po raz pierwszy we włoskiej telewizji.
W 1957 odniósł wielki sukces podczas koncertów w Europie, Stanach Zjednoczonych i Japonii.
W 1960 współpracował z Mikisem Theodorakisem przy muzyce do filmu „Honeymoon”. W listopadzie 1961 kwartet „Marino-Marini” zaprezentował w Sali Kongresowej piosenki włoskie i taniec twist. W następnym roku odbył tournée ze swoim zespołem po Europie, odwiedził także Polskę i Związek Radziecki. W Wielkiej Brytanii jego zespół koncertował m.in. w Liverpoolu, gdzie na widowni był obecny Paul McCartney, przyszły członek zespołu The Beatles.
W 1966 zakończył swoje występy estradowe, zajmując się wyłącznie komponowaniem (m.in. dla Louisa Armstronga). W Polsce znany jest głównie dzięki przebojowi „Nie płacz kiedy odjadę” (tekst napisała Wanda Sieradzka de Ruig).

## Najbardziej znane piosenki
- "Aummo aummo”
- „Bella bella bambina”
- „Pimpollo”
- „Gira girasole”
- „Nessuno”
- „Basta un poco di musica”
- „Calcuta”
- „Nie płacz kiedy odjadę” – w języku polskim
- „24 tysiące pocałunków”
- „Marina-piosenka”
- „Irena-foxtrot”
- „Un tango cha cha cha”
- „Ciao ciao Bambina”
- „Come prima”